# Cora Witherspoon

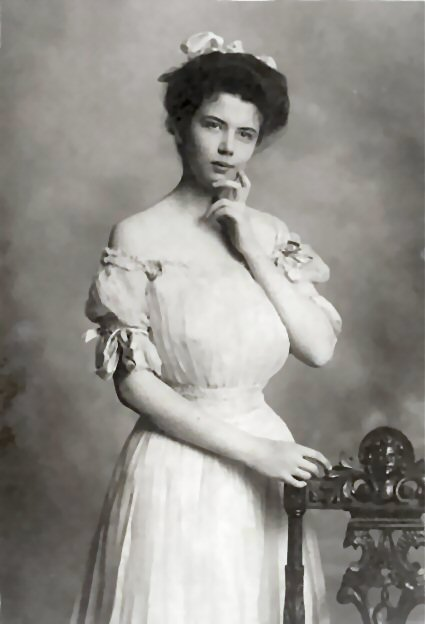
Cora Witherspoon, runt 1910-1920.

Cora Witherspoon, född 5 januari 1890 i New Orleans, Louisiana, död 17 november 1957 i Las Cruces, New Mexico, var en amerikansk skådespelare. Witherspoon medverkade i över femtio Hollywoodfilmer. Hon var även en flitig scenskådespelare på Broadway 1910-1946.

## Filmografi
- 1936 – Situationens herre
- 1937 – Den muntra maskeraden
- 1937 – När ljusen tändas på Broadway
- 1937 – Madame X
- 1938 – Hallå professorn!
- 1938 – Marie Antoinette
- 1938 – Friskt humör!
- 1939 – Landet bortom lagen
- 1939 – Kvinnorna
- 1939 – Seger i mörkret
- 1940 – Bankdeckaren
- 1951 – Parningstid
- 1952 – Sjung med mig